# Julee Cruise
Pour les articles homonymes, voir Cruise.
Julee Cruise, née le 1er décembre 1956 à Creston (Iowa) et morte le 9 juin 2022 à Pittsfield (Massachusetts), est une actrice et chanteuse pop américaine.
Elle est notamment connue pour son interprétation de la chanson Falling, thème de la série télévisée Twin Peaks. 
Elle a fréquemment collaboré avec le compositeur Angelo Badalamenti et le réalisateur David Lynch, qui ont produit et écrit les paroles d'une partie de ses chansons.

## Biographie
Julee Cruise étudie le cor d'harmonie à l’université Drake et se produit comme chanteuse et actrice à New York où elle travaille également comme agent de recrutement pour Angelo Badalamenti.
En 1985, Badalamenti compose la bande originale du film Blue Velvet de David Lynch, tout en servant de maître de chant à Isabella Rossellini, la star du film. Il est prévu que la chanson Song to the Siren du groupe This Mortal Coil soit intégrée à une scène du film, mais les droits d'utilisation du morceau s’avèrent trop élevés. Il est alors suggéré que Badalamenti compose une chanson du même genre, dont les paroles seraient écrites par Lynch. Badalamenti recommande alors Julee Cruise pour l'interpréter. Cette collaboration aboutit à la création du titre Mysteries of Love.

Le bon accueil reçu par le titre conduit Badalamenti et Lynch à écrire et à produire d'autres morceaux pour Julee Cruise, dont la plupart figurent sur l'album Floating into the Night (en). Cet album sort à l’automne 1989 mais, même s’il est très estimé, ses ventes « flottent » un peu. Il prendra son véritable envol un an plus tard grâce à la diffusion de la série télévisée de Lynch, Mystères à Twin Peaks dans laquelle Julee interprète une chanteuse, et où elle reprend des titres de son album dont The Nightingale, Into the Night et bien sûr Falling. Julee passe alors au rang de star et déclare, en février 1991 : 

« Jamais je n’aurais imaginé que ma carrière prendrait ce tour-là ; et je me considère toujours, en priorité, comme une actrice. »

L’interprétation éthérée, lancinante et incantatoire de Julee colle parfaitement avec le concept de Lynch laissant entrevoir, derrière l’apparence bien policée des individus, leurs âmes en proie à de sombres tourments. Elle ajoute, à propos de son travail avec le réalisateur : 

« Nous avons pourtant très peu parlé. Nous sommes rentrés en studio, j’avais mon idée sur la façon dont la voix devait se placer. […] Inventer des chansons qui mêlent la pureté sonore des années 1950 aux arrangements d’aujourd’hui. Le résultat est peut-être étrange, mais c’est pour Lynch une tentative sincère d’écrire des chansons d’amour. Rien de plus. »

Dans les années 2000-2010, elle compose elle-même deux albums, « plus jazz et bien moins perchés vocalement dans les aigus », The Art of Being a Girl (2002) et My Secret Life (2011). Elle semble être néanmoins envahie par les obsessions lynchiennes, allant jusqu’à « cacher », à la fin de son album The Art of Being a Girl, derrière son élégant et entêtant The Fire in Me, puis encore, derrière une séance moins esthétique d’ablutions, une reprise de l’obsédant Falling…
En février 2008, elle participe à la tournée du groupe Pluramon avec lequel elle fait 5 dates en Europe.
Le 28 mars 2018, Julee Cruise annonce sur sa page Facebook qu'elle souffre d'un lupus qui la gêne pour marcher,. Elle se suicide à Pittsfield (Massachusetts) le 9 juin 2022. Son compagnon Grinnan déclare à ce propos qu'elle a « quitté ce monde comme elle l'entendait. Sans regrets. Elle est en paix. »

## Filmographie
- 1990-1991 : Twin Peaks, saisons 1 et 2
- 1992 : Twin Peaks: Fire Walk with Me
- 2017 : Twin Peaks: The Return, saison 3 (épisode 17)

## Discographie
- 1989 : Floating into the Night
- 1990 : Falling
- 1993 : The Voice Of Love (en)
- 2002 : The Art of Being a Girl (en)
- 2011 : My Secret Life (en)